# Srbija na kvalifikacijah za nastop na Zimskih olimpijskih igrah 2010 v hokeju na ledu
Srbska hokejska reprezentanca je bila na kvalifikacijah za uvrstitev na Zimske olimpijske igre 2010 razvrščena v skupino C, kjer se je med 7. in 9. novembrom 2008 v Budimpešti borila proti reprezentancam Hrvaške, Litve in Madžarske, v nadaljnje kvalifikacije je vodilo prvo mesto v skupini. Po treh porazih je Srbija zasedla zadnje, četrto mesto, naprej se je uvrstila Madžarska. 

## Postava
- Selektor: Lawrence Sacharuk (pomočnik: Dragan Kapičić)
- Vratarji: Fedor Aranicki, Milan Luković, Zvezdan Vidaković
- Branilci: Nikola Dunda, Stefan Ilić, Janko Jerković, Branko Mamić, Filip Mirković, Igor Mirković, Miodrag Pavlović, Goran Ristić, Uroš Sibinović, Ivan Tumbas
- Napadalci: Miloš Babić, Velimir Babić, Uroš Brestovac, Boban Čuković, Boris Gabrić, Bogdan Janković, Bojan Janković, Dragan Komazec, Predrag Milosavljević, Dimitrije Nadaški, Dejan Pajić, Nenad Raković, Srdjan Ristić, Robert Sabadoš, Marko Sretović, Bojan Zidjarević

## Tekme
| 7. november 2008 | Madžarska | 9 - 1 | Srbija | Budapest Arena, Budimpešta |

| Poročilo tekme | Poročilo tekme | Poročilo tekme          | Poročilo tekme                    | Poročilo tekme                       |
| -------------- | --- | ----------------------- | --------------------------------- | ------------------------------------ |
| Začetek: 18:00 | B. Svasznek (B. Ladanyi) (02:37) (PP) R. Ondrejcik (G. Majoross, I. Sofron) (12:19) B. Ladanyi (J. Vas, B. Svasznek) (13:58) K. Palkovics (G. Ocskay) (16:38) R. Ondrejcik (23:04) G. Ocskay (K. Palkovics) (43:08) A. Vaszjunyin (I. Sofron, B. Kangyal) (47:28) J. Vas (V. Tokaji, B. Ladanyi) (47:53) A. Horvath (G. Ocskay, V. Tokaji) (54:18) (PP) | ( 4 - 0, 1 - 1, 4 - 0 ) | D. Pajić (B. Gabrić) (30:19) (PP) | Gledalci: 6500 Sodnik: I. Chernyshov |

| 8. november 2008 | Litva | 7 - 2 | Srbija | Budapest Arena, Budimpešta |

| Poročilo tekme | Poročilo tekme | Poročilo tekme          | Poročilo tekme                                         | Poročilo tekme                      |
| -------------- | --- | ----------------------- | ------------------------------------------------------ | ----------------------------------- |
| Začetek: 14:00 | S. Ivanuskin (Š. Kuliešius, D. Bernatavicius) (26:49) (PP) Š. Kuliešius (D. Vaiciukevicius, K. Nekrasevicius) (29:29) (PP) D. Bernatavicius (36:18) Š. Kuliešius (D. Vaiciukevicius) (36:36) K. Slikas (S. Ivanuskin, J. Vezelis) (49:57) D. Kulevicius (D. Bernatavicius) (50:55) A. Kaminskas (D. Kulevicius, D. Bernatavicius) (58:27) (PP) | ( 0 - 1, 4 - 1, 3 - 0 ) | D. Nadaški (P. Milosavljević) (17:03) D. Pajić (30:23) | Gledalci: 1500 Sodnik: R. Aumueller |

| 9. november 2008 | Srbija | 1 - 5 | Hrvaška | Budapest Arena, Budimpešta |

| Poročilo tekme | Poročilo tekme           | Poročilo tekme          | Poročilo tekme | Poročilo tekme                       |
| -------------- | ------------------------ | ----------------------- | --- | ------------------------------------ |
| Začetek: 14:00 | M. Sretović (34:26) (PP) | ( 0 - 1, 1 - 3, 0 - 1 ) | T. Grozaj (M. Smerdelj) (11:01) O. Ciganović (M. Lovrenčić, M. Brumerčik) (20:32) O. Ciganović (V. Žibret) (35:42) M. Lovrenčić (V. Žibret) (38:06) (PP) D. Kanaet (M. Smerdelj) (56:22) (PP) | Gledalci: 1683 Sodnik: I. Chernyshov |

## Seznam reprezentantov s statistiko

### Vratarji
| #  | Igralec        | OT | OMIN | PG | PGT  | KM | PPPG | PSHG |
| 30 | Milan Luković  | 3  | 96   | 11 | 6,87 | 0  | 4    | 0    |
| 30 | Fedor Aranicki | 3  | 84   | 10 | 7,15 | 0  | 3    | 0    |
| -- | -------------- | -- | ---- | -- | ---- | -- | ---- | ---- |

### Drsalci
| #  | Igralec               | OT | DG | DA | TOČ | DGT  | DAT  | DPPG | DPPGT | DSHG | DSHGT | KM |
| 84 | Robert Sabadoš        | 3  | 0  | 0  | 0   | 0    | 0    | 0    | 0     | 0    | 0     | 0  |
| 9  | Stefan Ilić           | 3  | 0  | 0  | 0   | 0    | 0    | 0    | 0     | 0    | 0     | 2  |
| 22 | Nikola Dunda          | 3  | 0  | 0  | 0   | 0    | 0    | 0    | 0     | 0    | 0     | 0  |
| 16 | Goran Ristić          | 3  | 0  | 0  | 0   | 0    | 0    | 0    | 0     | 0    | 0     | 6  |
| 91 | Janko Jerković        | 3  | 0  | 0  | 0   | 0    | 0    | 0    | 0     | 0    | 0     | 2  |
| 13 | Nenad Raković         | 3  | 0  | 0  | 0   | 0    | 0    | 0    | 0     | 0    | 0     | 2  |
| 28 | Dejan Pajić           | 3  | 2  | 0  | 2   | 0,66 | 0    | 1    | 0,33  | 0    | 0     | 12 |
| 12 | Boban Čuković         | 3  | 0  | 0  | 0   | 0    | 0    | 0    | 0     | 0    | 0     | 0  |
| 24 | Ivan Tumbas           | 3  | 0  | 0  | 0   | 0    | 0    | 0    | 0     | 0    | 0     | 8  |
| 10 | Uroš Brestovac        | 3  | 0  | 0  | 0   | 0    | 0    | 0    | 0     | 0    | 0     | 14 |
| 4  | Boris Gabrić          | 3  | 0  | 1  | 1   | 0    | 0,33 | 0    | 0     | 0    | 0     | 0  |
| 14 | Marko Sretović        | 3  | 1  | 0  | 1   | 0,33 | 0    | 1    | 0,33  | 0    | 0     | 0  |
| 18 | Miodrag Pavlović      | 3  | 0  | 0  | 0   | 0    | 0    | 0    | 0     | 0    | 0     | 2  |
| 81 | Velimir Babić         | 3  | 0  | 0  | 0   | 0    | 0    | 0    | 0     | 0    | 0     | 0  |
| 51 | Predrag Milosavljević | 3  | 0  | 1  | 1   | 0    | 0,33 | 0    | 0     | 0    | 0     | 2  |
| 17 | Bojan Zidjarević      | 3  | 0  | 0  | 0   | 0    | 0    | 0    | 0     | 0    | 0     | 0  |
| 37 | Dimitrije Nadaški     | 3  | 1  | 0  | 1   | 0,33 | 0    | 0    | 0     | 0    | 0     | 0  |
| 23 | Miloš Babić           | 3  | 0  | 0  | 0   | 0    | 0    | 0    | 0     | 0    | 0     | 8  |
| 86 | Uroš Sibinović        | 3  | 0  | 0  | 0   | 0    | 0    | 0    | 0     | 0    | 0     | 2  |
| 27 | Filip Mirković        | 3  | 0  | 0  | 0   | 0    | 0    | 0    | 0     | 0    | 0     | 12 |
| -- | --------------------- | -- | -- | -- | --- | ---- | ---- | ---- | ----- | ---- | ----- | -- |